# تاديا دراجيشيفيتش
تاديا دراجيشيفيتش (بالصربية: Тадија Драгићевић) مواليد 28 يناير 1986 في تشاتشاك، جمهورية صربيا الاشتراكية، هو لاعب كرة سلة صربي. بدأ مسيرته الاحترافية في سنة 2004. تم اختياره من قبل فريق يوتا جاز خلال الدرافت. يحمل الرقم 34. يبلغ طوله 6 قدم 9 بوصة (2.1 م).

## المسيرة الاحترافية
لعب مع ريد ستار من سنة 2004 إلى 2010، ثم لعب مع فيرتوس روما في الدوري الإيطالي في سنة 2010، ثم لعب مع ألبا برلين في الدوري الألماني في موسم 2010–2011، ثم لعب مع بييلا لكرة السلة في موسم 2011–2012، ثم لعب مع أزوفماش في موسم 2012–2013، ثم لعب مع أنادولو إفيس في سنة 2013، ثم لعب مع ستراسبورغ أي جي في الدوري الفرنسي في موسم 2014–2015، ثم لعب مع بودوشنوست في موسم 2015–2016.

## روابط خارجية
- تاديا دراجيشيفيتش على موقع الاتحاد الدولي لكرة السلة (الإنجليزية)
- تاديا دراجيشيفيتش على موقع الدوري الأوروبي لكرة السلة (الإنجليزية)
- تاديا دراجيشيفيتش على موقع سبورتس رفرنس (الإنجليزية)
- تاديا دراجيشيفيتش على موقع الدوري الإسباني لكرة السلة (الإسبانية)
- تاديا دراجيشيفيتش على موقع كرة السلة الأوروبية.كوم (الإنجليزية)
- تاديا دراجيشيفيتش على موقع ريلجم (الإنجليزية)
- تاديا دراجيشيفيتش على موقع بروبوليرز (الإنجليزية)
- تاديا دراجيشيفيتش على موقع سبورتس رفرنس (الإنجليزية)